# Bernard VII de Comminges
Pour les articles homonymes, voir Bernard de Comminges et Bernard VII.
Bernard VII de Comminges, mort à Buzet le 21 juillet 1312, est comte de Comminges de 1295 à 1312.

## Biographie
Bernard VII est le fils aîné du comte Bernard VI de Comminges et de son épouse Thérèse, dont les origines familiales sont inconnues. Le couple, marié avant le 26 août 1245, avait eu au moins cinq autres enfants, deux fils et trois filles. Pierre-Raymond, attesté en 1284, mourut avant 1291, alors qu'Arnaud-Roger (mort en 1298) entreprit, comme beaucoup de cadets de famille noble, une carrière ecclésiastique : il fut successivement chanoine, prévôt, puis évêque de Toulouse (1297-1298). De leurs trois sœurs, Mascarose (morte en 1291) épousa en 1270 Henri II, comte de Rodez, Séguine (morte avant décembre 1312), devint religieuse au prieuré fontevriste de Saint-Laurent en Comminges et Rubea (morte en 1305 ou 1309), fut religieuse cistercienne, puis abbesse de Fabas (1299-1305/9).
Bernard VII avait probablement atteint la cinquantaine lorsqu'il accèda au pouvoir, en 1295. Le 20 mars de cette année-là, par un acte passé à Muret, Bernard VI abandonna les rênes à son fils premier-né, lui fit donation de toutes ses terres, demanda par écrit au roi Philippe IV le Bel d'approuver cette cession et de recevoir l'hommage de son successeur.
Le comte mourut à Buzet le 21 juillet 1312. Il fut inhumé à l'abbaye de Bonnefont, où il rejoignit son père, son grand-père Bernard VI et un prédécesseur du XIIe siècle, le comte Bernard II, qui reposaient déjà dans cette nécropole familiale. Le gisant d'un comte Bernard de Comminges, provenant de ce monastère et à présent conservé au musée des Augustins de Toulouse, pourrait être celui de Bernard VII, ou encore celui de son père Bernard VI,,.

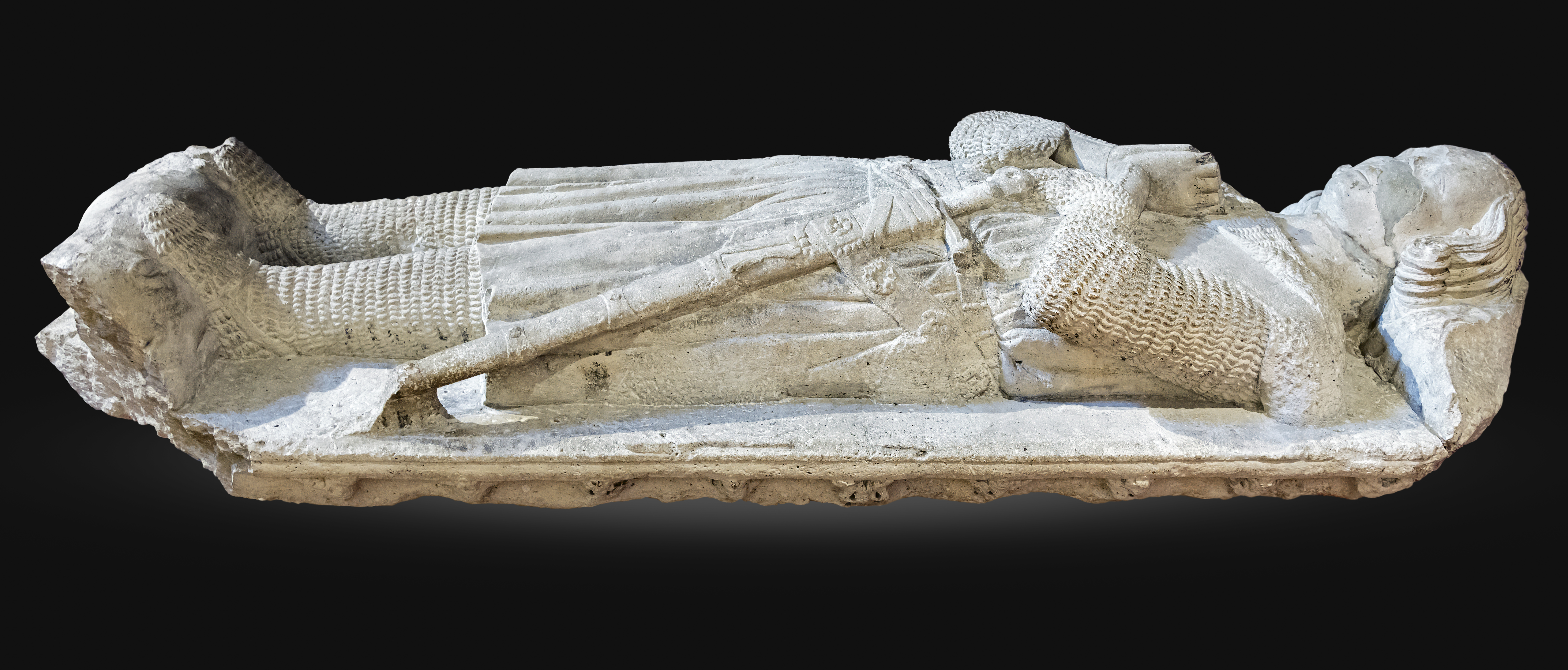
Gisant solidaire d'une dalle d'un comte Bernard de Comminges, provenant de l'église cistercienne de Bonnefont, aujourd'hui conservé au musée des Augustins de Toulouse. Le gisant est attribué à Bernard VI ou Bernard VII.

## Mariage et enfants
Bernard de Comminges avait épousé, après 1277, Laure (dite aussi Laurette) de Montfort, née vers 1262 et morte avant le 1er décembre 1300, seconde fille de Philippe II de Montfort, seigneur de Castres et de son épouse Jeanne de Lévis, fille de Guy II de Lévis, seigneur de Mirepoix. En mai 1290 au château de Roquecourbe en Albigeois, Laure, représentée par son époux Bernard de Comminges, partagea avec son frère Jean de Montfort, comte de Squillace et sa sœur Éléonore l'héritage provenant de leur père et de leur mère. Elle mourut avant son frère Jean, décédé le 1er décembre 1300. 
Le couple eut au moins huit enfants, six fils et deux filles :
- Bernard VIII (mort en 1336), vicomte de Turenne (1304-1336) et comte de Comminges (1312-1336), père de Jean Ier de Comminges (1336-1339) ;
- Pierre-Raymond Ier (mort en 1341), seigneur de Serrère, puis comte de Comminges (1339-1341) ;
- Guy, seigneur d'Albigeois ;
- Jean-Raymond (mort en 1348), évêque de Maguelonne (1309-1317), archevêque de Toulouse (1317-1327), puis cardinal ;
- Simon (mort en 1323, avant le 16 avril[15]), avec la protection du pape Jean XXII, il cumule les prébendes de chanoines (1317 : Cambrai, Narbonne, Clermont, Meaux, Frontignan, Albi, Comminges; 1319 : Paris, Chartres, Bazas); archidiacre de Lombez (1317), de Meaux (1316)[16], puis de Canterbury (1319-1323)[15]; chapelain du pape (1319); nommé à l'évéché de Maguelonne en 1323 mais mort avant d'avoir pu prendre possession de son siège[17] ;
- Arnaud-Roger (mort en 1336), premier évêque de Lombez (1317-1328), puis évêque de Clermont (1328-1336) ;
- Cécile (ru) (morte après 1355), épouse (1317) Amanieu d'Astarac (mort vers 1326), héritier du comté[14], puis (1337) Jean II Paléologue (1321-1372), marquis de Montferrat (1338-1372) ;
- Aliénor, épouse en 1324[18] Gaston II, comte de Foix et vicomte de Béarn[14].